# Amboss (Meteorologie)

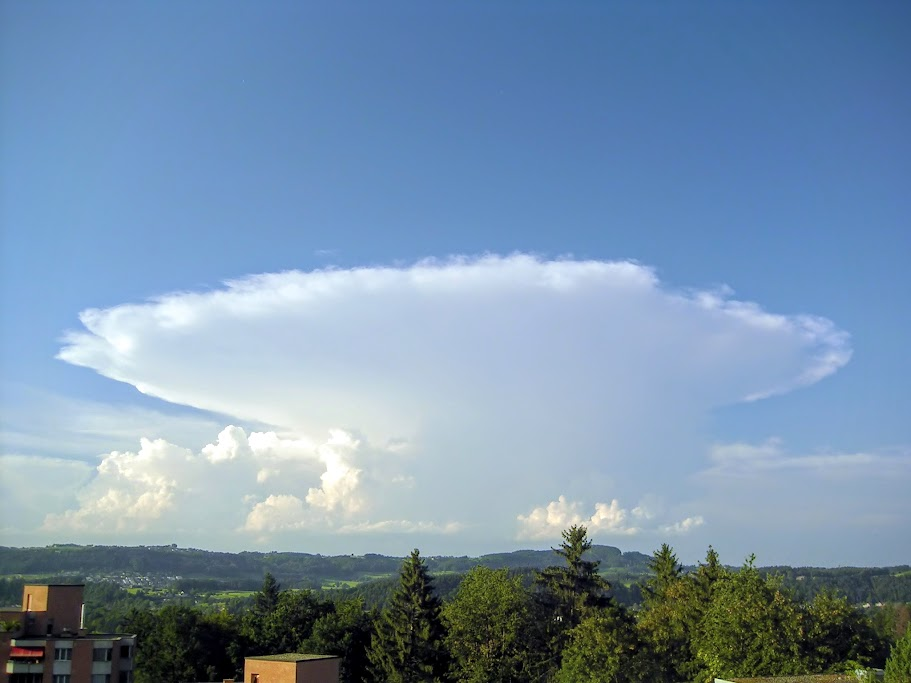
Cumulonimbus mit großem Amboss

In der Meteorologie bezeichnet man den oberen Teil einer Cumulonimbuswolke als Amboss.

## Beschreibung
Er entsteht, wenn im Vergleich zur Umgebung wärmere und somit leichtere Luftpakete aufsteigen, bis sie zum Niveau des thermischen Gleichgewichts, der Tropopause, kommen. Dort ist kein weiteres Aufsteigen möglich. Da weitere leichte Luft nachströmt, muss sich die Luft seitwärts (meist den Höhenwinden in eine Richtung folgend) ausbreiten. So entsteht die Wolkenform, die an einen Amboss erinnert. Dies geschieht in den europäischen Breitengraden vorwiegend in einer Höhe von acht bis zwölf Kilometern.
Cumulonimbuswolken weisen kurz nach Erreichen der Tropopause einen dichten und wenig zerfransten Amboss auf. Dessen Ränder werden jedoch mit der Zeit durch Höhenwinden ausgefranst. Dadurch können sie sich zu Cirren entwickeln. Bei der Auflösung einer Wolke bleibt der Amboss zunächst übrig und besteht einige Zeit als große Cirruswolke weiter.
Im Zusammenhang mit „Ambosswolken“ (Cumulonimbus) kommt es faktisch immer zu Gewittern, sofern sie in die Richtung des Beobachters ziehen.